# Transformers: Victory
Transformers: Supergod Master Force Transformers: Zone
Transformers: Victory (トランスフォーマー・ビクトリー, Tatakae! Chou Robotto Seimei Tai Toransufomā Bikutorī) est une série télévisée d'animation de science-fiction japonaise en 32 épisodes de 23 minutes, produite par les studios Toei Animation et diffusée du 14 mars 1989 au 19 décembre 1989 sur Nippon TV puis sur Star TV.
Cette série est inédite dans tous les pays francophones.

## Synopsis
En 2025, la météorite sur laquelle vivent les Autobots est attaquée par Deathzaras et ses Decepticons. Optimus Prime, Star Saber et leurs soldats se retrouvent sur Terre.

## Personnages

### Autobots
- Optimus Prime : Chef suprême des autobots
- Star Saber : Commandant suprême des autobots puis chef suprême des autobots après la mort d'Optimus
- Victory Leo : Chef Autobot recréé avec le corps d'Optimus
- Great Shot : Samouraï autobot aux transformations multiples
- Super Maximus : Autobot
- Dai Atlas : Autobot
- Le fantôme d'Alpha Trion : Gardien du AllSparks
- Victory Saber : Gardien de la paix
- Perceptor : Scientifique Autobot
- Wheeljack : Ingénieur Autobot

### Decepticans
- Death Zaras : Chef suprême des Decepticons
- Black Shadow : Sous-Chef suprême des Decepticons
- Liokaiser : Puissant combineur des Decepticons
- Predaking : Combineur des Predacons
- Leo Destroy : Clone de Victory Leo
- Devil Z : Oracle des decepticons
- Leo Zack : Scientifique Decepticon
- Death Cobra : Soldat Decepticon et Frère de Death Zaras
- Dathtaker : Soldat Decepticon

## Voix japonaises
- Hideyuki Tanaka : Starsaber
- Hiroshi Takemura : Victory Leo
- Takeshi Aono : Deathzaras
- Keiichi Nanba : Leozack
- Shingo Hiromori : Galaxy Shuttle
- Yoku Shioya : Hellbat
- Aya Hisakawa : Boarder, Joyce
- Daisuke Gouri : Gouryuu
- Hinako Kanamaru : Pipo
- Hirohiko Kakegawa : Braver, Jarrguar, Yokuryuu
- Hiroyuki Satou : Gairyû, Machtackle
- Houchu Ohtsuka : Guyhawk
- Kazumi Tanaka : Killbison
- Kouji Totani : Blacker
- Kyouko Tonguu : Hori
- Masaharu Satō : Perceptor
- Masashi Hironaka : Doryû, narrator, Wingwaver/Wing/Landcross
- Masato Hirano : Drillhorn, Kakuryuu
- Michihiro Ikemizu : Great Shot
- Miyako Endo : Jan
- Miyoko Aoba : Clipper
- Osamu Saka : Raikur
- Ryouichi Tanaka : Blue Bacchus
- Shingo Hiromori : Laster
- Shinobu Satouchi : Rairyû, Tackle, Wheeljack
- Tomoko Maruo : Fire, Rami
- Tomomichi Nishimura : Deathcobra (épisode 19)
- Yoshikazu Hirano : Dashtacker
- Yuji Mikimoto : Blackshadow
- Yumi Touma : Illumina

## Épisodes
1. Star Saber, Hero of the Universe
2. Dinoking's Surprise Attack
3. Charge, Leozak
4. Multiforce, Combine
5. Go Rescue Squad
6. Invasion of the Uranium Mine
7. The Energy Base Explodes
8. Terror Under the Big City
9. The New Warrior, Hellbat
10. Attack the Shuttle Base!
11. Tanker Theft Operation
12. Rescue Jan!
13. Mach and Tackle
14. Battle on the Asteroid
15. The Warriors of Planet Micro
16. Rescue Gaihawk!
17. Liocaesar, Merge!
18. The Destron Fortress Resurrected
19. The Power of Rage
20. Struggle at the South Pole
21. Ambush in the Desert
22. A Battle of Life and Death
23. Farewell, God Jinrai
24. Fight, Victory Leo
25. Awaken, Victory Leo!
26. The Victory Combination
27. Jan, Protect the School
28. Mystery? The Base-Exploding Trap
29. The Death-Bringing Space Bug
30. Terror of the Giant Tsunamis
31. The Resurrection of the Space Fortress
32. Charge! The Fortress against the Victory Combination